# Мануель Арана
Мануель Арана (ісп. Manuel Arana, нар. 3 грудня 1984, Севілья) — іспанський футболіст, що грав на позиції півзахисника за низку іспанських клубних команд.

## Ігрова кар'єра
Народився 3 грудня 1984 року в Севільїї. Вихованець футбольної школи місцевого клубу «Реал Бетіс».
У дорослому футболі дебютував 2004 року виступами за другу команду «Реал Бетіс Б». 2005 року перебрався до «Кастельйона», де спочатку грав також за другу команду, а з 2006 почав залучатися до ігор головної команди клубу в Сегунді, де провів три сезони.
Влітку 2009 року перейшов до «Расінга» (Сантандер), у складі якого дебютував в іграх Ла-Ліги. Відіграв за цю команду три сезони, після чого ще протягом сезону грав у найвищому іспанському дивізіоні за «Райо Вальєкано», щоправда взявши участь лише у двох іграх.
Згодом у кар'єрі гравця були друголігові «Рекреатіво» та «Мальорка», протягом 2016–2017 років він грав в Австралії за «Брисбен Роар», після чого перебрався до Індії, де пограв за «Гоа» та «Делі Дайнамос».
Провівши сезон 2018/19 в гібралтарській «Європі», повернувся на батьківщину, де 2000 року завершив кар'єру в Терсері виступами за «Утреру».